# Kaylee Hottle
Kaylee Hottle, född 1 maj 2012 i Atlanta, är en amerikansk skådespelare.
Hottle har bland annat medverkat i filmerna Godzilla vs. Kong och Godzilla x Kong: The New Empire. Hon har även medverkat i TV-serien Magnum .P.I..
Hon är född döv, något som genetiskt finns i släkten på hennes pappas sida.

## Filmografi (i urval)
- 2021 – Magnum P.I. (TV-serie)
- 2021 – Godzilla vs. Kong
- 2024 – Godzilla x Kong: The New Empire